# Jan Moström
Jan Seved Moström, född 25 juni 1959 i Norrlångträsk i Byske socken i Västerbotten, är en svensk företagsledare. Han är VD för LKAB sedan 2015.
Moströms far var arbetsledare för schaktsänkning i Boliden AB. Efter fullgjord värnplikt började Moström 1979 att arbeta som tappare i Kristinebergsgruvan, som tillhörde Boliden. Några år därefter fick han tjänstledigt för att studera vidare vid Bergsskolan i Filipstad, där han tog examen som bergsingenjör 1988. Moström återvände då till Boliden och blev chef för Långselegruvan. Från 1998 till 2000 var han teknisk chef på Skellefteå kommun, men fortsatte också att ta uppdrag i Boliden, innan han återvände dit på heltid. Mellan 2005 och 2015 var han gruvdirektör på Boliden, vilket innebar att han ansvarade för alla bolagets gruvor.
I september 2015 tog han över VD-posten i LKAB efter Lars-Eric Aaro, med ett uttalat fokus på produktioneffektivitet och kostnadsbesparingar. Kort efter tillträdet introducerade Moström ett effektiviseringsprogram som skulle minska företagets kostnader med 800 miljoner kronor årligen. Han lade den nya dagbrottsgruvan Mertainen i malpåse 2016 på grund av dålig förväntad lönsamhet och drog ned på investeringarna i Leveäniemi.
Moström är sambo och har två döttrar.